# Меріон (округ, Алабама)
Шаблон:StateAbbr_ 34°08′11″ пн. ш. 87°53′03″ зх. д. / 34.136388888889° пн. ш. 87.884166666667° зх. д.
 Меріон (англ. Marion County) — округ (графство) у штаті Алабама. Ідентифікатор округу 01093.

## Історія
Округ утворений 1818 року.

## Демографія
За даними перепису
2000 року
загальне населення округу становило 31214 осіб, зокрема міського населення було 141, а сільського — 31073.
Серед мешканців округу чоловіків було 15451, а жінок — 15763. В окрузі було 12697 домогосподарств, 9040 родин, які мешкали в 14416 будинках.
Середній розмір родини становив 2,87.
Віковий розподіл населення поданий у таблиці:
| Стать    | До 15 років | 15-21 | 22-29 | 30-39 | 40-49 | 50-65 | 65-85 | Понад 85 |
| -------- | ----------- | ----- | ----- | ----- | ----- | ----- | ----- | -------- |
| Чоловіки | 3049        | 1400  | 1619  | 2334  | 2229  | 2854  | 1787  | 179      |
| Жінки    | 2790        | 1320  | 1482  | 2121  | 2150  | 2932  | 2508  | 460      |

## Суміжні округи
- Франклін — північ
- Вінстон — схід
- Вокер — південний схід
- Файєтт — південь
- Ламар — південний захід
- Монро, Міссісіпі — південний захід
- Ітавамба, Міссісіпі — захід

## Виноски
1. ↑  U.S. Decennial Census. United States Census Bureau. Архів оригіналу за 12 травня 2015. Процитовано 22 серпня 2015.
2. ↑  Historical Census Browser. University of Virginia Library. Архів оригіналу за 11 серпня 2012. Процитовано 22 серпня 2015.
3. ↑  Forstall, Richard L., ред. (24 березня 1995). Population of Counties by Decennial Census: 1900 to 1990. United States Census Bureau. Архів оригіналу за 24 вересня 2015. Процитовано 22 серпня 2015.
4. ↑  Census 2000 PHC-T-4. Ranking Tables for Counties: 1990 and 2000 (PDF). United States Census Bureau. 2 квітня 2001. Архів оригіналу (PDF) за 18 грудня 2014. Процитовано 22 серпня 2015.
5. ↑  State & County QuickFacts. United States Census Bureau. Архів оригіналу за 6 червня 2011. Процитовано 16 травня 2014.(англ.) Наведено за англійською вікіпедією.
6. ↑  American FactFinder. Бюро перепису населення США. Архів оригіналу за 26 лютого 2012. Процитовано 31 січня 2008.